# Joseph Loake
Joseph Loake (Macclesfield, 17 de abril de 2005), é um automobilista britânico. Ele é o campeão júnior do BRSCC Fiesta de 2020 e o vencedor do prêmio Aston Martin Autosport BRDC de 2023.

## Carreira

### Campeonato GB3
Para a temporada de 2023, Loake foi promovido ao Campeonato GB3 após sua decisão de permanecer na JHR Developments. Tendo como companheiros de equipe, David Morales e seu ex-companheiro de equipe, Matthew Rees. Loake começou sua rodada de estreia em Oulton Park com um hat-trick na primeira rodada, seguido por outra pole position na rodada seguinte, que foi convertida em um pódio.
Seu bom desempenho continuou no circuito de Silverstone, onde venceu duas corridas, e novamente em Spa-Francorchamps, onde conquistou outro pódio. O ímpeto continuou nas duas rodadas seguintes, levando ao seu desempenho de referência em Brands Hatch, onde conquistou seu segundo hat-trick da temporada, conquistando outro pódio na corrida seguinte.
Loake alcançou seu pódio final da temporada no circuito de Zandvoort. Na rodada final da temporada em Donington Park, Loake foi cotado para o título ao lado de Callum Voisin e Alex Dunne.
Enquanto Loake terminou as duas primeiras corridas marcando pontos, ele foi forçado a se retirar na terceira, religando sua disputa pelo título; a vitória acabou indo para seu concorrente Voisin. Loake terminou sua temporada de estreia no terceiro lugar com 417 pontos.

### Fórmula 3
Em 2024, Loake foi promovido ao Campeonato de Fórmula 3 da FIA com a equipe Rodin Motorsport. Os únicos pontos finais da temporada para ele foram na quarta rodada em Mônaco, ele alcançou seu melhor resultado, um de quinto lugar na corrida curta e um nono na corrida principal. Loake terminou em 26º no campeonato de pilotos com um total de oito pontos.

### Fórmula 1
Em dezembro de 2023, Loake foi nomeado o vencedor do prêmio Aston Martin Autosport BRDC como o jovem piloto do ano de 2023, ganhando assim um test drive com a Aston Martin Aramco. Ele completou com sucesso o teste no Aston Martin AMR22 em agosto de 2024 no circuito de Silverstone.